# Сианьский инцидент
Сианьский инцидент (12 декабря 1936) — арест главнокомандующего Гоминьдана Чан Кайши в районе города Сиань (на месте императорских купален танской династии) генералами Чжан Сюэляном и Ян Хучэном. Они требовали прекратить гражданскую войну и вступить в Единый Фронт с коммунистами — против японской агрессии. Благодаря посредничеству Чжоу Эньлая (который незадолго до инцидента имел встречу с Чжан Сюэляном) Единый Фронт состоялся.

## Предыстория
В ноябре 1935 года Чан Кайши предпринял шаги к установлению неофициальных контактов с КПК и возложил эту миссию на Чэнь Лифу. Параллельно с этим на протяжении нескольких лет Бюро ЦК КПК по Северному Китаю, соблюдая строгую конспирацию, вело работу среди командного и рядового состава 17-й Северо-Западной армии. В феврале 1936 года было достигнуто соглашение о сотрудничестве с командующим 17-й армией генералом Ян Хучэном, одновременно являвшимся начальником «штаба по умиротворению» (то есть по борьбе с Красной армией) в городе Сиань. Согласно этому тайному соглашению, Красная армия и 17-я армия не нападали друг на друга, при необходимости проводили ложные «боевые» операции, и совместно готовились к борьбе с Японией. В марте 1936 года начались секретные переговоры между КПК и Чжан Сюэляном, чья Северо-Восточная армия размещалась в тех же местах. В ходе переговоров Чжан Сюэляна с Чжоу Эньлаем было достигнуто соглашение о размещении в Сиане негласного представительства Красной армии, члены которого носили форму Северо-восточных войск и помогали Чжан Сюэляну в организации политико-воспитательной работы в его армии. Неподалёку от города была создана школа для подготовки низшего комсостава армии Чжан Сюэляна, в которой проводились занятия по политике и экономике, по истории японской агрессии в Маньчжурии и Северном Китае. Под влиянием всё усиливавшихся антияпонских настроений Чжан Сюэлян стал постепенно освобождаться от консервативно настроенных генералов и офицеров старой Северо-восточной армии, доставшихся ему в наследство от отца — Чжан Цзолиня, и стал выдвигать на ответственные посты молодых, патриотически настроенных офицеров и выпускников Дунбэйского университета. На протяжении лета — осени 1936 года руководству советского района в Северной Шэньси удалось установить контакты с некоторыми военачальниками Северного и Северо-Западного Китая, находившимися в определённой оппозиции к нанкинскому правительству: Сун Чжэюанем, Лю Сяном, Фу Цзои и даже с Янь Сишанем.
14 октября в ЦК КПК было получено сообщение об условиях, на которых гоминьдан соглашался вести переговоры с КПК: 1) можно сохранить советские районы; 2) название «Красная армия» неприемлемо, его следует изменить на «объединённую армию», которая будет снабжаться наравне с национальной армией; 3) представители КПК смогут участвовать в работе Национального собрания и 4) необходимо направить полномочного делегата от КПК для переговоров. В ответ на это сообщение Чжоу Эньлай предложил, чтобы Чан Кайши, собиравшийся в Сиань, прислал за ним самолёт, на котором он готов прилететь на переговоры. Однако поступила информация, что Чан Кайши отдал приказ «наступать на бандитское логово», и потому вместо Чжоу Эньлая на ведение первоначальных переговоров был уполномочен Пань Ханьнянь.
Чан Кайши прибыл в Сиань для подготовки очередной, шестой карательной кампании против китайской Красной армии. На аэродромах в Ланьчжоу и Сиане были завершены приготовления к приёму около 100 гоминьдановских бомбардировщиков и завезено большое количество авиабомб. Когда Чжан Сюэлян изложил при встрече с Чан Кайши программу создания единого антияпонского фронта с КПК — прекращение гражданской войны и союз с СССР, — Чан Кайши, по версии американского журналиста Э. Сноу, якобы ответил: «Я никогда не буду обсуждать это, пока не будет истреблён последний солдат китайской Красной армии и каждый коммунист не окажется в тюрьме. Только тогда станет возможным сотрудничество с Россией».
Поездка Чан Кайши в Сиань проходила на фоне повсеместного роста в Китае антияпонских выступлений. Нанкинское правительство ответило на эти выступления полосой новых репрессий: были арестованы семеро известных всей стране лидеров Всекитайской ассоциации национального спасения, закрыты 14 популярных журналов патриотического направления. Узнав об этом, Чжан Сюэлян полетел в Лоян в ставку Чан Кайши и просил последнего освободить арестованную семёрку лидеров Ассоциации, но Чан Кайши был непоколебим, рекомендовал Чжан Сюэляну не вмешиваться не в свои дела и предупредил, что в скором времени он снова прибудет в Сиань.
Заключение антикоминтерновского пакта между фашистской Германией и милитаристской Японией и слухи о готовившемся признании Италией марионеточного Маньчжоу-го произвели большое впечатление на Чжан Сюэляна. Он стал убеждаться в справедливости оценок международной обстановки и роли фашизма, которые давали китайские коммунисты.
10 ноября Пань Ханьнянь в Шанхае имел встречу с Чэнь Лифу, который резко ужесточил позицию своей партии, ссылаясь на пребывание Чан Кайши на Северо-Западе. Теперь Гоминьдан настаивал на ликвидации противостояния двух армий и двух партий и требовал, чтобы Красная армия (насчитывавшая в тот момент около 90 тысяч человек) была сокращена до 3 тысяч человек, а командный состав — от командиров дивизий и выше — выехал за границу и возвратился в Китай не ранее чем через 6 месяцев. Для конкретных переговоров с гоминьданом в Нанкин должен прибыть Чжоу Эньлай. Пань Ханьнянь отверг эти условия. Чжан Сюэлян был проинформирован коммунистами о ходе переговоров в Нанкине.

## Прибытие Чан Кайши в Сиань
4 декабря 1936 года Чан Кайши, прибыв в Сиань, приказал Чжан Сюэляну и Ян Хучэну атаковать расположенные в Северной Шэньси части Красной армии, угрожая в случае отказа выполнить его приказ перевести их войска в южные провинции Фуцзянь и Аньхой. Чан Кайши прилетел в Сиань со всем своим штабом, заранее направив в город полуторатысячный отряд жандармерии и полк «синерубашечников». В Сиане Чан Кайши отказался принять группу просивших у него приёма офицеров северо-восточных и северо-западных армий; он стал беседовать с некоторыми из них поодиночке, требуя от них только одного — быстрее «уничтожить красных». В своём дневнике Чан Кайши записал: «Я сказал им, что кампания по ликвидации бандитов находится сейчас на такой стадии, что через каких-то пять минут будет достигнут окончательный успех».
9 декабря свыше 15 тысяч студентов и учащихся средних школ провели мощную демонстрацию в Сиане, посвящённую годовщине патриотического выступления студентов Бэйпина 9 декабря 1935 года. Студенты вручили петиции генералам Чжан Сюэляну и Ян Хучэну, в которых требовали прекращения гражданской войны и организации отпора Японии. Слившиеся с толпой демонстрантов агенты секретной полиции Чан Кайши произвели несколько выстрелов по демонстрантам, пытаясь арестовать руководителей шествия. Возмущённая молодёжь расправилась с провокаторами и решила пойти походом к резиденции Чан Кайши, расположенной в 25 км от Сианя в Хуацинчи в уезде Линьтун, славящимся своими горячими источниками, чтобы выразить Чан Кайши свой протест. Чжан Сюэляну стоило больших усилий, чтобы лично отговорить демонстрантов от этого шага. Узнав о случившемся, Чан Кайши отругал Чжан Сюэляна, заявив, что «только винтовками можно образумить этих глупых студентов».

## Арест Чан Кайши
На 10 декабря Чан Кайши назначил в Сиане заседание Генерального штаба, на котором были окончательно утверждены план шестой наступательной кампании против Красной армии и текст приказа о всеобщей мобилизации Северо-западных, Северо-восточных войск в Ганьсу и Шэньси и нанкинских войск, стоявших у стратегического прохода в Тунгуань. Приказ о мобилизации должен был быть опубликован 12 декабря. В соответствии с этим приказом, Чжан Сюэлян должен был быть заменён на посту исполнявшего обязанности командующего «штабом по подавлению бандитов» в Сиане племянником Чан Кайши генералом Цзян Динвэнем. В сложившейся обстановке в 10 часов вечера 11 декабря Чжан Сюэлян созвал срочное совещание командиров дивизий Северо-восточных и Северо-западных войск. Накануне, по секретному приказу Ян Хучэна, отборный полк Северо-западных войск перебазировался в окрестности Сианя.
В 5 часов утра 12 декабря отряд Северо-восточных войск, возглавляемый командиром личной охраны Чжан Сюэляна, после короткого сопротивления захватил гостиницу в Хуацинчи, где остановился Чан Кайши. Последний, услышав звуки выстрелов, бежал через окно своей спальни, расположенной на первом этаже у самого подножья примыкавшей к гостинице горы. Поднявшись в гору, Чан Кайши укрылся за валуном, забыв в спешке надеть верхнюю одежду, обувь и вставить зубные протезы. Здесь он был обнаружен солдатами Северо-восточной армии, которые с соблюдением формальных воинских почестей незамедлительно под охраной доставили Чан Кайши в Сиань, в личную резиденцию Чжан Сюэляна.
Одновременно с Чан Кайши были арестованы прибывшие с ним генералы и офицеры Генерального штаба, разоружены жандармы и «синерубашечники», арестованы гоминьдановские чиновники во главе с губернатором Шэньси. Войсками был занят аэродром и арестованы члены экипажей 50 стоявших наготове гоминьдановских бомбардировщиков.
Сразу после ареста Чан Кайши Чжан Сюэлян и Ян Хучэн привели в боевую готовность все свои войска и направили циркулярную телеграмму во все города и воинские части Китая, в которой выдвинули следующие восемь требований:
1. реорганизовать нанкинское правительство, включив в него представителей всех партий и группировок, чтобы совместно нести ответственность за спасение Родины;
2. прекратить все внутренние войны;
3. немедленно освободить арестованных в Шанхае лидеров Ассоциации национального спасения;
4. освободить всех политических заключённых в стране;
5. содействовать росту патриотического движения в стране;
6. гарантировать свободу собраний и ассоциаций, все демократические свободы;
7. неуклонно выполнять завещание Сунь Ятсена;
8. немедленно созвать конференцию по спасению Родины.

Получив телеграмму, Чжоу Эньлай от имени ЦК КПК ответил Чжан Сюэляну о поддержке этих требований. Он подчеркнул, что для блага всей китайской нации и оказания сопротивления Японии следует держать под стражей Чан Кайши и сопровождающих его лиц, требуя от них приказа об освобождении патриотов и создании коалиционного правительства.
В тот же день, 12 декабря, Чжан Сюэлян и Ян Хучэн телеграфировали в Баоань в адрес ЦК КПК просьбу прислать в Сиань делегацию во главе с Чжоу Эньлаем для совместного решения возникающих проблем. В ответ Мао Цзэдун и Чжоу Эньлай направили Чжан Сюэляну телеграмму, в которой рекомендовали совершить перегруппировку Северо-восточных войск и 17-й армии Ян Хучэна, сосредоточив их близ Сианя и оставив в других пунктах минимум войск, обещая, что «Красная армия не воспользуется этим и что Чжоу Эньлай готов прибыть в Сиань для консультаций».

## Реакция КПК
13 декабря состоялось заседание Политбюро ЦК КПК, на котором события в Сиане были квалифицированы как революционные, способствующие отпору Японии. В то же время было решено не занимать позицию противостояния Нанкину, не создавать каких-либо политических институтов, враждебных Нанкину, и временно воздержаться от каких-либо заявлений в связи с сианьскими событиями. В телеграмме, направленной Чжан Сюэляну, Мао Цзэдун и Чжоу Эньлай высказали мнение о том, что успех сианьских событий зависит от широкой массовой поддержки, и что Красная армия в случае наступления гоминьдановских войск на Сиань будет готова сражаться вместе с войсками Чжан Сюэляна. Вновь выражая готовность направить Чжоу Эньлая в Сиань, они просили прислать за ним самолёт в Фуши (Яньань), где имелся маленький аэродром.
14 декабря за подписью Мао Цзэдуна, Чжу Дэ, Чжоу Эньлая и других командиров Красной армии была отправлена ещё одна телеграмма Чжан Сюэляну и Ян Хучэну. В ней предлагалось создать под председательством Чжан Сюэляна, Ян Хучэна и Чжу Дэ Военно-политический комитет Объединённой северо-западной армии для отпора Японии и помощи провинции Суйюань. В эту армию могли войти части Северо-восточной армии, 17-й армии и Красной армии.
Вечером 16 декабря Чжоу Эньлай и сопровождающие его лица прибыли в Фуши, а 17 декабря на личном самолёте Чжан Сюэляна — в Сиань.

## Реакция Гоминьдана
Реакция Гоминьдана на известие об аресте Чан Кайши выразилась в срочном созыве совместного заседания Постоянного комитета и Центрального политического совета ЦИК гоминьдана. Было решено возложить исполнение обязанностей председателя Исполнительного юаня на Кун Сянси, а Хэ Инциню поручить проведение мобилизации армии. Чжан Сюэлян снимался со всех занимаемых постов и подлежал строгому наказанию со стороны Военного комитета. Одновременно Постоянный комитет ЦИК гоминьдана по настоянию прояпонской группировки телеграфировал в Германию Ван Цзинвэю, чтобы тот срочно возвратился в Китай. Кун Сянси (свояк Чан Кайши) и Сун Мэйлин, узнав об аресте Чан Кайши, вечером того же дня выехали из Шанхая в Нанкин, чтобы мирными средствами добиться освобождения Чан Кайши. Они опасались, что Хэ Инцинь и Ван Цзинвэй намерены занять его место в армии и правительстве.
Хэ Инцинь тем временем сосредоточил в Тунгуане 11 гоминьдановских дивизий, а в Лояне — 50 самолётов-бомбардировщиков для наступления на Сиань. По совету Сун Мэйлин, на совещании с руководителями партии и правительства Кун Сянси предложил приостановить карательную кампанию против Сианя и попытаться добиться освобождения Чан Кайши мирным путём. Для этого в Сиань был направлен австралиец Дональд, с 1934 года являвшийся советником Чан Кайши, а до этого занимавший такой же пост у Чжан Сюэляна. В день своего прибытия в Сиань, 14 декабря 1936 года, Дональд в сопровождении Чжан Сюэляна посетил Чан Кайши, находившегося под домашним арестом, и посоветовал последнему дать согласие на прекращение гражданской войны и готовиться к отпору Японии. В этот день Чжан Сюэлян и Ян Хучэн получили телеграммы от Янь Сишаня, Ли Цзунжэня, Бай Чунси, Лю Сяна: в каждой из них содержались рекомендации мирным путём разрешить инцидент.

## Международная реакция
14 декабря в газете «Правда» была опубликована редакционная статья, в которой высказывалось негативное отношение советского правительства к аресту Чан Кайши, поскольку это может привести к власти прояпонски настроенного Ван Цзивэя. В этот же день «Правда» опубликовала опровержение ТАСС в связи с сообщением японской печати о якобы заключённом Чжан Сюэляном союзе с СССР. Решительно выступил за мирное разрешение конфликта Исполком Коминтерна, телеграфировавший соответствующие рекомендации ЦК КПК. Позиция советского правительства и Коминтерна оказала решающее воздействие на мирное разрешение сианьского инцидента. 16 декабря Чжан Сюэлян дал согласие на прилёт в Сиань Сун Мэйлин и Сун Цзывэня для переговоров об освобождении Чан Кайши.

## Подготовка к переговорам
В беседе Чжоу Эньлая с Чжан Сюэляном, состоявшейся 17 декабря, обсуждался вопрос о том, какую позицию следует занять в предстоявших переговорах с Сун Цзывэнем. Было условлено, что Чжан Сюэлян предъявит Сун Цзывэню пять требований:
1. прекратить гражданскую войну и отвести гоминьдановские войска из горного прохода Тунгуань;
2. объявить всей стране о поддержке провинции Суйюань и о сопротивлении Японии;
3. возложить на Сун Цзывэня ответственность за создание в Нанкине переходного правительства, очистив его от прояпонских элементов;
4. создать объединённую армию сопротивления Японии;
5. освободить политических заключённых, осуществлять демократические реформы, вооружать народ, созвать конференцию представителей ассоциаций по спасению Родины. Чжан Сюэлян интересовался у Чжоу Эньлая позицией Советского Союза и Коминтерна в отношении сианьских событий, но тот ещё не располагал такими сведениями.

Чжоу Эньлаю стоило немалых усилий убедить Ян Хучэна согласиться с Чжан Сюэляном относительно требований, предъявляемых Чан Кайши. Ян Хучэн считал Чан Кайши злодеем, которого следует предать суду за капитуляцию перед Японией и за кровавое подавление революции 1925—1927 гг. Убеждая Ян Хучэна, Чжоу Эньлай сослался на исторические прецеденты с Николаем II и Наполеоном, потерявшими контроль над армией, в то время как у Чан Кайши ещё оставалась сильная армия.
19 декабря нанкинское правительство дало согласие на поездку Сун Цзывэня в Сиань в качестве частного лица и продлило срок запрета на бомбардировку города гоминьдановской авиацией с 19 до 22 декабря. 20 декабря Сун Цзывэнь прилетел в Сиань. Выразив своё согласие с позицией КПК о мирном разрешении конфликта, он на следующий день возвратился в Нанкин. В этот день Чжоу Эньлай получил от Мао Цзэдуна телеграмму, содержащую рекомендации Секретариата ИККИ по мирному разрешению сианьского инцидента, и ознакомил с ними Чжан Сюэляна и Ян Хучэна. ЦК КПК предложил выдвинуть Нанкину следующие условия освобождения Чан Кайши: 
1. нанкинское правительство включит в свой состав нескольких руководителей антияпонского движения, изгонит из правительства прояпонскую группировку и произведёт первичную реорганизацию;
2. лишит власти Хэ Инциня и других, прекратит карательный поход, выведя войска из Шэньси и Ганьсу, и признает Армию сопротивления Японии;
3. гарантирует демократические свободы;
4. покончит с политикой «истребления бандитов», совместно с Красной армией окажет отпор Японии;
5. установит сотрудничество со странами, симпатизирующими демократии в Китае и оказанию отпора Японии.

## Переговоры и освобождение Чан Кайши
22 декабря из Нанкина в Сиань прибыли Сун Цзывэнь, Сун Мэйлин, советник Чан Кайши Дональд и генерал Цзян Динвэнь, которые провели сложные переговоры с Чжан Сюэляном, Ян Хучэном и Чжоу Эньлаем. После встречи с ними Чан Кайши дал согласие принять Чжан Сюэляна, Ян Хучэна и Чжоу Эньлая. Они договорились о совместных с КПК действиях против японцев и Чан Кайши был освобожден 25 декабря.
Как писал Эдгар Сноу, «Чан Кайши, вскоре после ареста начал понимать, что главные „предатели“ находятся не в Сиане, а в Нанкине. Он не хотел стать трупом, шагая через который Хэ Инцинь добьётся диктаторских полномочий. Он спустился с высот Олимпа и стал придерживаться реалистических позиций при ведении дел с простыми смертными, в чьих руках находилась его жизнь. Даже с „красными бандитами“!».
Чжан Сюэлян, по необъяснимым доселе мотивам, вместо того, чтобы посоветоваться с Ян Хучэном и Чжоу Эньлаем о сроках и формальностях освобождения Чан Кайши, в последний момент решил вместе с генералиссимусом и его свитой вылететь в Лоян, а оттуда — в Нанкин. Здесь он был арестован, освобождён от всех занимавшихся им должностей, предан военному трибуналу, но тут же помилован и оставлен под домашним арестом у Чан Кайши вплоть до смерти последнего. Ян Хучэн также был вскоре арестован Чан Кайши и в 1949 году казнён.

## Последствия Сианьского инцидента в местных войсках
Неожиданный отъезд Чжан Сюэляна вместе с Чан Кайши вызвал брожение среди командного состава Северо-восточной армии и 17-й армии Ян Хучэна. Часть радикально настроенных молодых офицеров, узнав об аресте Чжан Сюэляна и его разжаловании, готовились объявить войну Чан Кайши; старшие же командиры возражали против планов спасения Чжан Сюэляна. Чжоу Эньлаю пришлось терпеливо разъяснять комсоставу северо-восточных и северо-западных войск, что начало гражданской войны лишь на руку Чан Кайши и Японии.
Одновременно Чжоу Эньлай широко пропагандировал требования к нанкинскому правительству, которые были фактически приняты Чан Кайши. Он добивался сохранения союза между Красной армией и войсками Чжан Сюэляна и Ян Хучэна как гарантии соблюдения Чан Кайши условий его освобождения. Ян Хучэн формально, после отъезда Чжан Сюэляна, оставался главкомом всех трёх объединённых сил, но Северо-восточная армия не желала подчиняться кому-либо кроме Чжан Сюэляна. Ввиду серьёзных угроз как со стороны реакционно настроенных генералов, подкупленных гоминьдановской разведкой, так и ультралевой настроенной офицерской молодёжи, требовавшей похода на Нанкин, Чжоу Эньлай отослал в советский район всех прибывших к нему работников, оставшись вдвоём с Е Цзяньином. Пренебрегая опасностью, он продолжал вести работу в войсках Чжан Сюэляна и Ян Хучэна, терпеливо разъясняя, что поход на Нанкин сорвёт с таким трудом достигнутую договорённость с Чан Кайши, а в военном отношении будет равен самоубийству. Однако молодые офицеры, возглавляемые начальником личной охраны Чжан Сюэляна, продолжали требовать похода на Нанкин и 2 февраля 1937 года убили генерала Ван Ичжэ, который первым из генералов Северо-восточной армии установил контакт с Красной армией. Вслед за Ван Ичжэ был убит командир одного из полков Северо-восточной армии — Гао Фуюань, активно защищавший союз с Красной армией. Только личное мужество Чжоу Эньлая позволило ему избежать расправы, которую намеревались учинить над ним молодые офицеры. Решительно осудив убийство генерала Ван Ичжэ, Чжоу Эньлай первым выразил соболезнование семье убитого, и в то же время предотвратил самосуд над группой молодых офицеров, ответственных за убийство, добившись срочного их перевода из Сианя в другие гарнизоны.
Когда 8 февраля 1937 года гоминьдановские войска под командованием генерала Гу Чжутуна вступили в Сиань, провокаторы расклеили в городе плакаты и листовки, призывавшие к возобновлению гражданской войны. Чжоу Эньлай лично посетил Гу Чжутуна, потребовав немедленного уничтожения всех плакатов. Гу Чжутун вызвал начальника политотдела своей армии и в присутствии Чжоу Эньлая приказал немедленно выполнить это требование. На следующий день все провокационные лозунги, плакаты и листовки были уничтожены.
По свидетельствам очевидцев, именно деятельность Чжоу Эньлая в течение 60 трудных дней позволила в конце концов мирно разрешить Сианьский инцидент. Однако после своего освобождения из плена Чан Кайши начал ужесточать требования и затягивать организацию Единого фронта; вновь эта деятельность активизировалась лишь после инцидента у моста Марко Поло и начала войны с Японией.